# Comuna Șepetîn, Dubno
Șepetîn (în ucraineană Шепетин) este o comună în raionul Dubno, regiunea Rivne, Ucraina, formată din satele Bușcea, Holubî, Martînivka, Nova Mîkolaiivka, Șepetîn (reședința), Stara Mîkolaiivka și Studeanka.

## Demografie
Componența lingvistică a comunei Șepetîn
     Ucraineană (99,29%)
     Alte limbi (0,69%)
Conform recensământului din 2001, majoritatea populației comunei Șepetîn era vorbitoare de ucraineană (99,29%), existând în minoritate și vorbitori de alte limbi.